# نجم B شبه قزم

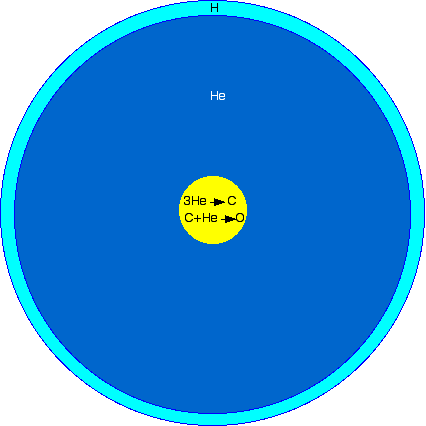
مقطع عرضي لنجم-بي شبه قزم

نجم-بي شبه قزم هو نجم شبه قزم من النوع الطيفي B.. وهي تختلف عن فئة شبه قزم النموذجية من خلال كونها أكثر سخونة وأكثر إشراقا.
وتقع في «الفرع الأفقي المتطرف» من رسم هرتزبرونغ-راسل وتقدر كتل من هذه النجوم بحوالي 0.5 كتلة شمسية، وتحتوي على حوالي 1٪ فقط من الهيدروجين، والباقي الهليوم. ونصف قطرها من 0.15 إلى 0.25 نصف قطر شمس، ودرجة الحرارة من 20,000 إلى 40,000 كلفن.
يعد نجم-بي شبه قزم اكثرا لمعانا من القزم الأبيض، وتعتبر هذه النجوم عنصر هام في عدد النجوم الساخنة في النظم النجمية القديمة، مثل التجمعات الكروية،وحوصلة المجرة الحلزونية والمجرة الإهليلجية.